# Pneumodermopsis michaelsarsi
Pneumodermopsis michaelsarsi är en snäckart som beskrevs av Bonnevie 1913. Pneumodermopsis michaelsarsi ingår i släktet Pneumodermopsis och familjen Pneumodermatidae. Inga underarter finns listade i Catalogue of Life.